# Ernst Schmeel
Friedrich Wilhelm Ernst Schmeel (* 5. Januar 1845 in Walldorf; † 9. Januar 1913 in Darmstadt) war ein deutscher Jurist und Politiker. Er war Abgeordneter der Zweiten Kammer des Hessischen Landtags (1897–1900).

## Leben
Ernst Schmeel war der Sohn des Pfarrers Georg Schmeel und dessen Ehefrau Johanette Ferdinande geborene Guntrum. Schmeel, der evangelischer Konfession war, heiratete Emilie geborene Ludwig (1846–1929).
Schmeel studierte er Rechtswissenschaften in Gießen und Heidelberg. Während seines Studiums wurde er 1862 Mitglied der Gießener Burschenschaft Germania. Nach seinem Abschluss war er ab 1871 als Advokat und Prokurator am Hofgericht Darmstadt und ab 1880 als Rechtsanwalt am Landgericht und Oberlandesgericht Darmstadt tätig. 1887 wurde er Stadtverordneter in Darmstadt. Von 1897 bis 1900 war er als Abgeordneter (Wahlbezirk Stadt Darmstadt II) der Nationalliberalen Partei in der Zweiten Kammer des Hessischen Landtags. 1899 wurde er Justizrat, 1901 Notar und 1907 Geheimer Justizrat, bevor er 1911 in den Ruhestand trat.

## Ehrungen
- 1911: Verdienstorden Philipps des Großmütigen, Ritterkreuz 1. Klasse